# 開發者 (2020年電視劇)
《開發者》（英語：Devs，又名《開拓者》）是一部美國科幻驚悚電視迷你劇，由亞力克斯·嘉蘭創作、編劇和執導，於2020年3月5日在Hulu上播放。
本劇集中講述電腦工程師Lily Chan（水野索諾亞 飾演）調查一間名為Amaya的量子電腦公司，該公司由Forest（力克·奧法曼 飾演）管理。她認為這間公司是她男友失蹤的原因。

## 演員

### 主要
- 水野索諾亞 飾 Lily Chan
- 力克·奧法曼（英语：Nick Offerman） 飾 Forest
- 河鎮（英语：Jin Ha） 飾 Jamie
- 薩克·格雷尼爾（英语：Zach Grenier） 飾 Kenton
- 史蒂芬·麥金利·亨德森（英语：Stephen McKinley Henderson） 飾 Stewart
- 卡莉·史派妮 飾 Lyndon
- 卡爾·葛魯斯曼 飾 Sergei Pavlov
- 艾莉森·皮爾 飾 Katie

### 常設
- 雷娜·貝特爾森（英语：Linnea Berthelsen） 飾 Jen
- 艾米·穆林斯（英语：Aimee Mullins） 飾 Anya
- 傑佛遜·霍爾 飾 Pete
- 珍妮特·莫克（英语：Janet Mock） 飾 參議員Laine
- 喬治雅·金（英语：Georgia King） 飾 Lianne
- Amaya Mizuno-André 飾 Amaya

### 客串
- 布萊恩·達西·詹姆士（英语：Brian d'Arcy James） 飾 Anton
- David Tse 飾 Lily的父親

## 集數
| 集數 | 標題        | 導演          | 編劇          | 上線日期      |
| ---- | ----------- | ------------- | ------------- | ------------- |
| 1    | "Episode 1" | 亞力克斯·嘉蘭 | 亞力克斯·嘉蘭 | 2020年3月5日  |
| 2    | "Episode 2" | 亞力克斯·嘉蘭 | 亞力克斯·嘉蘭 | 2020年3月5日  |
| 3    | "Episode 3" | 亞力克斯·嘉蘭 | 亞力克斯·嘉蘭 | 2020年3月12日 |
| 4    | "Episode 4" | 亞力克斯·嘉蘭 | 亞力克斯·嘉蘭 | 2020年3月19日 |
| 5    | "Episode 5" | 亞力克斯·嘉蘭 | 亞力克斯·嘉蘭 | 2020年3月26日 |
| 6    | "Episode 6" | 亞力克斯·嘉蘭 | 亞力克斯·嘉蘭 | 2020年4月2日  |
| 7    | "Episode 7" | 亞力克斯·嘉蘭 | 亞力克斯·嘉蘭 | 2020年4月9日  |
| 8    | "Episode 8" | 亞力克斯·嘉蘭 | 亞力克斯·嘉蘭 | 2020年4月16日 |

## 外部連結
- Devs on Hulu
- Devs on FX
- 互联网电影数据库（IMDb）上《開發者》的资料（英文）